# 橄榄石
橄榄石（英文：Olivine、Peridot）是一种镁与铁的硅酸盐，其化学式为(Mg,Fe)2SiO4。是地球地表下最常见的矿物之一，露出地表上的部分易风化。部分陨石、月球、火星及一些彗星上也可發現（如维尔特二号彗星上彗髮部分的尘埃，以及坦普尔一号彗星的彗核）。
橄榄石（Olivine）因颜色如橄榄（Olive）而得名，宝石级的橄榄石又称翠绿橄榄石或贵橄榄石，这一名称直接源于法文péridot。有不同的顏色。淺綠色是深綠色不等。橄榄石是镁橄榄石（Mg2SiO4）—铁橄榄石（Fe2SiO4）类质同像系列中最常见的一个成员，也是这两种端元组分形成的固溶体。橄榄石的成分经常由镁橄榄石（Fo）和铁橄榄石（Fa）这两种端元组分的摩尔分数表示，例如Fo70 Fa30表示镁橄榄石端元组分占70%的橄榄石。在常压下，镁橄榄石有非常高的熔点（接近1900°C），但铁橄榄石的熔点就低了很多，只有约1200°C。熔点以及其他物理量随橄榄石的成分在镁橄榄石与铁橄榄石这两种端元组分之间连续变化。除了氧、硅、镁和铁这四种元素之外，橄榄石只含有很少量的其他元素，常见如锰和镍。
与橄榄石结构相似的矿物组成了橄榄石类矿物。此类矿物包括锰橄榄石（Mn2SiO4）、钙镁橄榄石（CaMgSiO4）以及钙铁橄榄石 （CaFeSiO4）。

## 识别和共生矿
橄榄石的命名是因为它有典型的橄榄绿色的颜色（被认为是痕量镍的结果），尽管它还有可能因为铁的氧化会变成一个偏红的颜色。
半透明橄榄石有时被用来作为宝石称为贵橄榄石（péridot，法语单词橄榄石）。一些最好的宝石级橄榄石可以在红海的宰拜爾傑德島的地幔岩石上体内得到。
橄榄石/贵橄榄石在基性岩的和超基性岩的火成岩中都会发生，并且是在某些变质岩中的主要矿物。

## 晶体结构

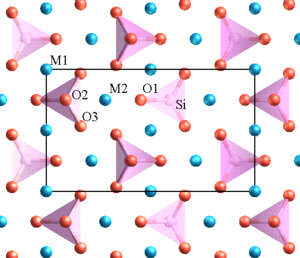
沿a轴视角观察原子尺度的橄榄石晶体结构。氧离子被表示为红色，硅离子被表示为粉色，镁离子或铁离子被表示为蓝色。晶体原胞的投影用黑色矩形表示。粉色三角形表示硅氧四面体的投影

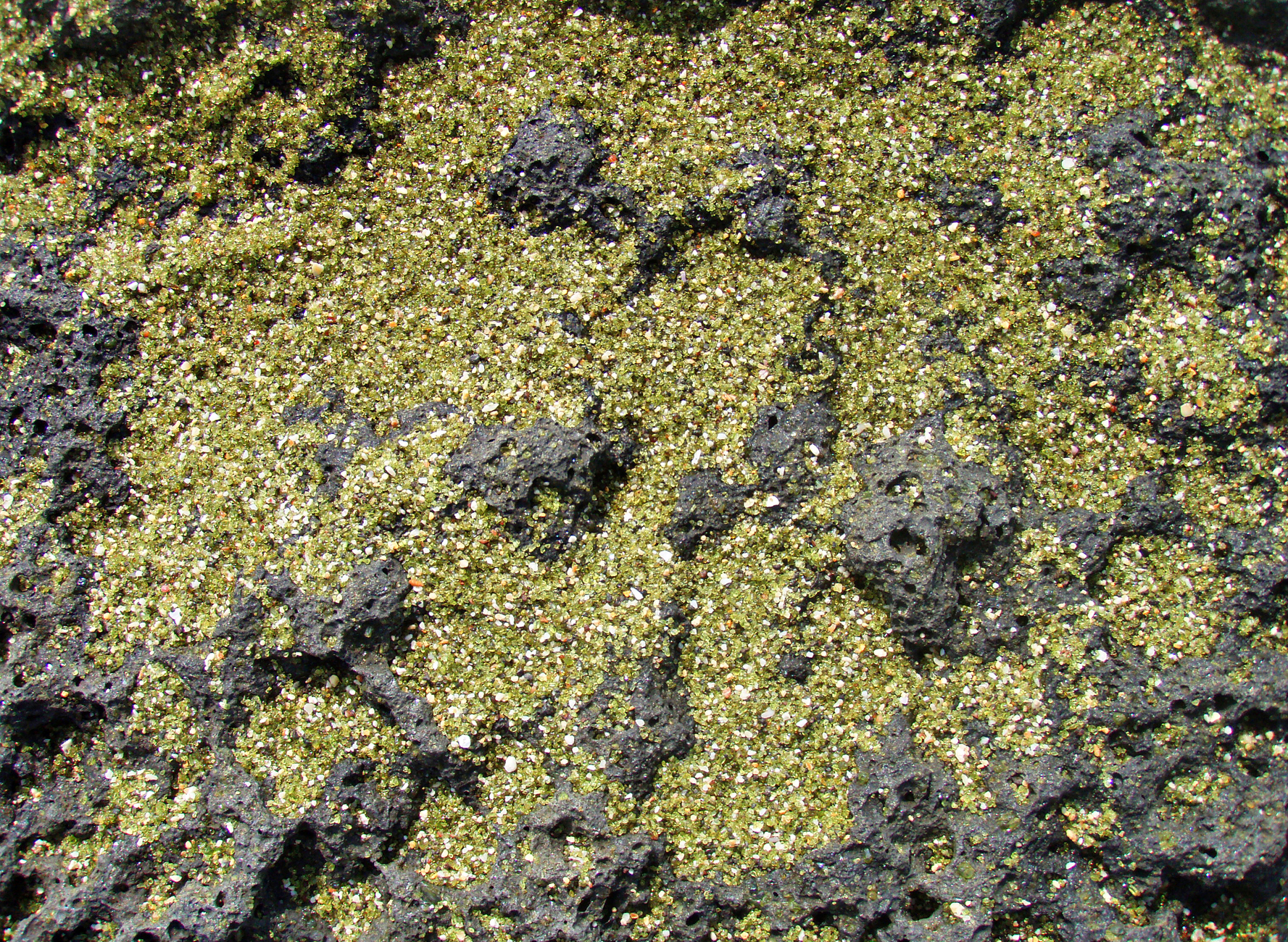
绿色的沙子实际上是从熔岩石中已经被侵蚀的橄榄石晶体。

橄榄石类矿物的晶体均属斜方晶系（空间点群 Pbnm）。其晶体结构内部有独立的硅氧四面体岛状结构，因此橄榄石属于孤立岛状硅酸盐。橄榄石的晶体结构可以被描述为六方最密堆积的氧离子体系中，一半的正八面体空隙被镁离子或者铁离子占据，另有1/8的正四面体空隙被硅离子占据。
在橄榄石的晶体结构中，氧离子占据三种不同的位置（在图中被标记为O1、O2和O3），金属离子占据两种不同的位置（M1和M2），但是硅离子只占据一种位置（Si）。O1、O2、M2和Si均处于镜像对称的对称面上，M1处在对称中心上，而O3的位置不具有特殊的对称性。

## 化学性质
橄榄石变质可形成蛇纹石或菱镁矿。

### 高压变质作用
在地球内部的高温高压条件下，橄榄石的晶体结构不再稳定。在地表下410公里深处，橄榄石会经由相变变成一种孤立双岛状硅酸盐，名为瓦兹利石。在大约520公里深处，瓦兹利石会进一步相变变成具有尖晶石结构的尖晶橄榄石（又称林伍德石）。这些相变导致地幔密度在约410公里和520公里深处具有跃变式增大，因而可以被地震学(地震波波速)手段观测到。

## 文化及应用
- 橄榄石是八月的诞生石[5]（一说九月[6]）。
- 橄榄石是结婚十六周年的纪念宝石。[7]
- 宝石级的橄榄石可作为饰品。
- 橄榄石可做为耐火材料。

铝铸造工业使用橄榄石砂来铸造铝制的物体。橄榄石砂需要的水比石英砂少，同时在处理过程和浇注金属时候仍保持铸造模具。当金属浇入模具中，水少意味着更少的气体（蒸汽）会从模具中泄出。

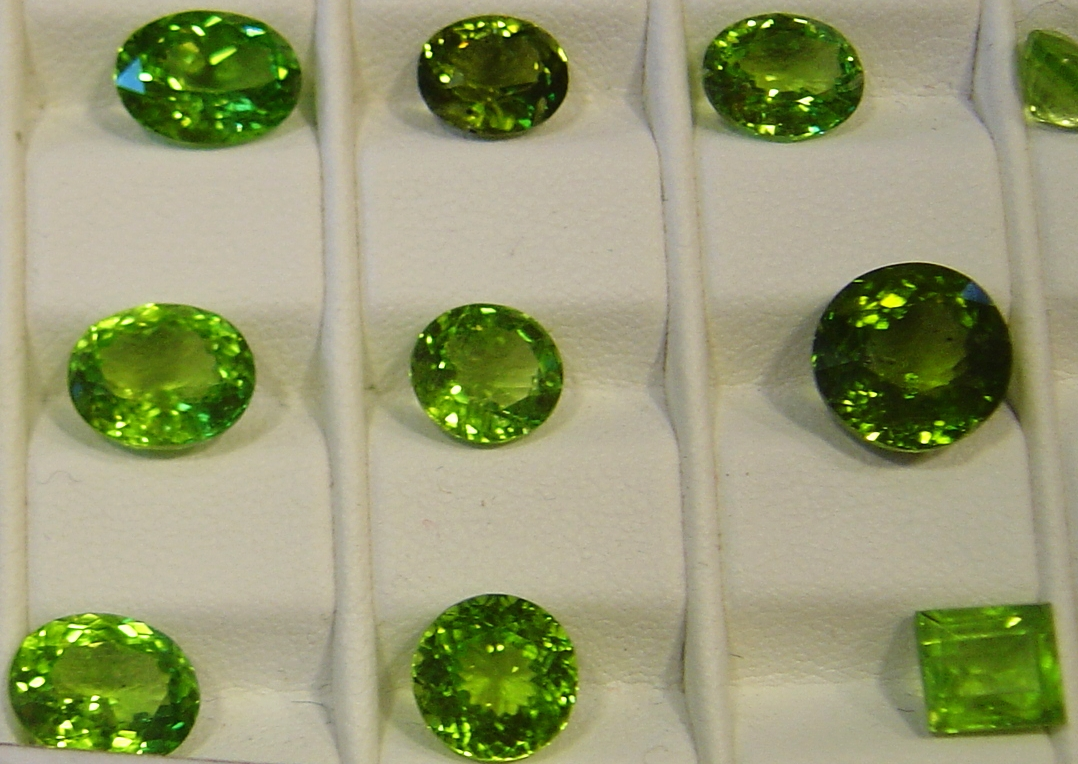
宝石级橄榄石样品

## 参看
- 矿物列表
- 鮑氏反應系列